# 马额街道
马额街道，是中华人民共和国陕西省西安市临潼区下辖的一个乡镇级行政单位。

## 行政区划
马额街道下辖以下地区：
马额社区、马额村、庙张村、马家村、俭底村、宁家村、英李村、荣村、南王村、吴家村、冢王村和南刘村。